# Ehrenreich Sámuel
Ehrenreich Sámuel (Beregszász, 1863. június 26. – Auschwitz, 1944. június 2.) borsodcsabai, majd szilágysomlyói főrabbi.

## Élete
1893-ban foglalta el a borsodcsabai rabbiszéket. 1898-tól a szilágysomlyói hitközség élére került, ahol évtizedeken át működött, és híres jesivát vezetett. 

## Művei
- 1904-ben sajtó alá rendezte és megjegyzésekkel ellátta nagyatyjának Schwartz Ábrahám Juda ha-Kohén Kol Arje című responsum-gyűjteményét.
- 1924-ben megjelent Lechem Selomó című talmudi glosszákat tartalmazó műve.
- 1927-ben kijavított szöveggel és kommentárral ellátva kiadta egy középkori tudós világhírű responsum-gyűjteményét Raavan cím alatt.